# Sitaris solieri
Sitaris solieri é uma espécie de insetos coleópteros polífagos pertencente à família Meloidae.
A autoridade científica da espécie é Pecchioli, tendo sido descrita no ano de 1839.
Trata-se de uma espécie presente no território português.